# Les Etchemins
Les Etchemins ist eine regionale Grafschaftsgemeinde (französisch municipalité régionale de comté, MRC) in der kanadischen Provinz Québec.
Sie liegt in der Verwaltungsregion Chaudière-Appalaches und besteht aus 13 untergeordneten Verwaltungseinheiten (elf Gemeinden und zwei Sprengel). Die MRC wurde am 1. Januar 1982 gegründet. Der Hauptort ist Lac-Etchemin. Die Einwohnerzahl beträgt 16.536 und die Fläche 1810,05 km², was einer Bevölkerungsdichte von 9,1 Einwohnern je km² entspricht.

## Gliederung
Gemeinde (municipalité)
- Lac-Etchemin
- Sainte-Aurélie
- Saint-Benjamin
- Sainte-Justine
- Sainte-Rose-de-Watford
- Saint-Louis-de-Gonzague
- Saint-Luc-de-Bellechasse
- Saint-Magloire
- Saint-Prosper
- Saint-Zacharie
- Sainte-Sabine

Sprengel (municipalité de paroisse)
- Saint-Camille-de-Lellis
- Saint-Cyprien

## Angrenzende MRC und vergleichbare Gebiete
- Bellechasse
- L’Islet
- Beauce-Sartigan
- Beauce-Centre
- Montmagny